# Silulu
Silulu is een bestuurslaag in het regentschap Simalungun van de provincie Noord-Sumatra, Indonesië. Silulu telt 1733 inwoners (volkstelling 2010).